# Nyssicus mendosus
Nyssicus mendosus là một loài bọ cánh cứng trong họ Cerambycidae.